# Корупція в Україні
Корупція є дуже поширеною проблемою в Україні. З часу відновлення незалежності від СРСР (1991) Україна зіткнулася з низкою політиків, кримінальних авторитетів і олігархів, які використовували корупцію в поліції, політичних партіях і промисловості, щоб здобути й утримувати владу.

## Історичний нарис
У 1990-х Україна зіткнулася з небаченою досі корупцією, особливо в промислово розвинених районах. Як вважається, її коріння походить від радянської природи українських політичних лідерів, що були інтегровані в комуністичну номенклатуру (правлячу еліту) до розпаду Радянського Союзу.
В опитуванні Фонду «Демократичні ініціативи» імені Ілька Кучеріва за серпень 1995 р. 41,8 % респондентів заявили, що корупція «є ганебним явищем, яке не має об'єктивних підстав», а 36 % обрали варіант, що корупція є «складовою суспільних традицій». Респонденти з Півдня та Заходу України частіше обирали останній варіант (42,2 % та 43,4 %). Варіант «ганебне явище, яке не має об'єктивних підстав» частіше обирали респонденти Центру (47,5 %) та Сходу України (53,45 %).
16 листопада 1995 року був введений в дію Закон України «Про боротьбу з корупцією», який діяв як основний правовий інструмент у боротьбі з корупцією. Цей Закон втратив чинність на підставі Закону України «Про засади запобігання та протидії корупції», який 5 січня 2011 року також втратив чинність. Однак, чинність Закон України «Про боротьбу з корупцією» відновлена не була.
У 2012 році компанія «Ернст енд Янг» поставила Україну до трійки найбільш корумпованих країн із 43 досліджених, поряд із Колумбією та Бразилією. У 2015 році The Guardian назвала Україну «найбільш корумпованою нацією в Європі». Згідно з опитуванням, проведеним Ernst & Young у 2017 році, експерти вважали Україну дев'ятою найбільш корумпованою нацією з 53 досліджених. Відповідно до Індексу сприйняття корупції Transparency International (шкала від найменш до найбільш корумпованих країн), Україна посідала 122-е місце серед 180 країн у 2021 році, тобто друге місце за корумпованістю в Європі, у той час як Росія посіла 136-е місце — перше в Європі.
Згідно з витоками WikiLeaks, дипломати США описували Україну як клептократію за часів Президентів Кучми (з 1994 по 2005 рік) і Ющенка (з 2005 по 2010 роки). Колишній керівник Донецької ОДА та Президент Віктор Янукович мав зв'язки з організованою злочинністю на політичній базі Партії регіонів.
Відомий український економіст Олег Гаврилишин провів порівняння української корупції в широкому світовому контексті на основі даних Transparency International. Це дослідження оцінило рівень корупції в Україні як порівнянний з країнами Африки на південь від Сахари, з Угандою як найближчим відповідником.
Антикорупційні реформи в Україні досягли певних успіхів після Революції Гідності. Реформа поліції, державних закупівель та приватизація державних підприємств з 2014 року призвели до зменшення марнотратства та корупції.
26 жовтня 2014 року набрав чинності Закон України «Про запобігання корупції».
У січні 2023 року — під час російського вторгнення — кілька високопосадовців, у тому числі п'ятеро обласних голів, втратили посади через корупційні скандали. Заступник міністра оборони В'ячеслав Шаповалов подав у відставку після скандалу із закупівлями харчів у відомстві; посади також позбувся заступник голови Офісу Президента України Кирило Тимошенко. Кількома днями раніше заступника міністра інфраструктури було звільнено після того, як НАБУ затримало його під час отримання 400 000 доларів нібито хабара.

## Корупційні галузі
Хабарі даються для того, щоб отримувати публічні послуги в певний час чи на постійній основі. Велика кількість українців кажуть, що вони дають хабарі, бо гадають, ніби це нормально й очікувано. Деякі з найбільших хабарів оцінювалися більш як в 1 млн доларів США. Соціологічне опитування Management Systems International (MSI) за 2008 рік показало, що найвищі рівні корупції спостерігалися в техогляді (57,5 %), міліції (54,2 %), охороні здоров'я (54 %), судах (49 %) і вищій освіті (43,6 %). 8 червня 2011 року тодішній (згодом засуджений за державну зраду) Президент України Віктор Янукович заявляв, що корупція позбавляє державний бюджет 2,5 млрд $ доходів на рік, і через корупційні оборудки в галузі державних закупівель від 10 % до 15 % (7,4 млрд $) бюджетних коштів осідають у кишенях чиновників.
Згідно з даними Агентства Сполучених Штатів з міжнародного розвитку (USAID), основними причинами корупції в Україні є слабка система правосуддя і надмірний контроль непрозорого уряду в поєднанні з бізнес-політичними зв'язками і слабким громадянським суспільством. Корупція постійно обговорюється в українських ЗМІ.

### Індивідуальне ставлення до корупції
Найбільші одержувачі хабарів — поліція, охорона здоров'я та система освіти. Наприкінці 2000-х і на початку 2010-х років близько 67 % українців, які мали справу з урядовими установами, сказали, що вони були безпосередньо залучені до корупційних оборудок. Під час опитування 2010 року, 30—49,9 % респондентів зізналися, що платили хабар постачальникам публічних послуг протягом минулого року; при проведенні подібного дослідження в 2007 році, 18—32 % респондентів повідомили, що платили хабар. Той же показник для Великої Британії в 2011 році становив 1,9 %. Проте, в іншому опитуванні наприкінці 2008 року, тільки 21 % відповіли, що вони або члени їх сім'ї платили хабар у будь-якій формі в попередні 12 місяців; зіставні показники для США і Великої Британії були 2 % і 3 % відповідно. В опитуванні інституту з ринкових досліджень GfK, проведеному влітку 2001 року, 43 % заявили, що вони ніколи особисто не давали хабара.
У 2013 році 74 % не повідомляли про особисті випадки корупції [Архівовано 12 червня 2018 у Wayback Machine.]; 24 % боялися наслідків, 63 % вважали, що це не має ніякого значення.
У соціологічному дослідженні СГ «Рейтинг» у листопаді 2016 року — від 20 до 40 відсотків населення України було так чи інакше залучено до корупційної діяльності в різних галузях економічного, соціального та громадського життя.

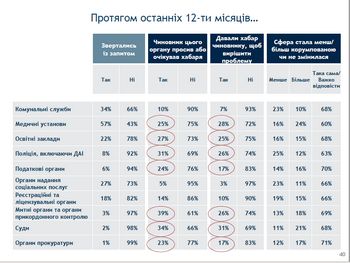
Толерантність населення України до корупції

Прямі фальсифікації голосів зменшилися після президентських виборів 2004 року. Після другого туру виборів Верховний Суд України ухвалив, що у зв'язку з масштабом фальсифікацій стало неможливо встановити результати виборів і призначив повторне голосування.
З тих пір політики продовжують заявляти, що в Україні не зникли фальсифікації виборів та адміністративні хитрощі задля отримання більше голосів для певної партії.
Український електорат залишається вельми скептично налаштованим щодо чесності виборчого процесу (дані на 2010 рік).
Дипломатична служба США стверджувала, що принаймні декілька українських державних підприємств були нечесно приватизовані на користь політичних друзів. На регіональному рівні корупція була також помічена у зв'язку з виділенням землі.
Українські політики регулярно звинувачують один одного в корупції, заявляючи, що борються з корупцією лише вони самі. На початку 2012 року народний депутат Роман Забзалюк «експериментально» вступив до парламентської фракції Реформи заради майбутнього. Після цього він стверджував, що ця фракція купує своїх членів за 500 000 $, які сплачуються за перехід з інших парламентських груп, а потім платить їм щомісячну зарплату в 20 000—25 000 $. Забзалюк удав, що він страждає на дуже серйозне захворювання і в групі «Реформи заради майбутнього» дали йому близько 100 000 $ на операцію в Ізраїлі.
Український політолог Кость Бондаренко стверджує, що до 2010 року в українській політиці існувало неписане правило: ніякі звинувачення не пред'являються членам попереднього уряду, і їх наступникам не доведеться турбуватися про те, що може принести майбутнє; проте, в 2010 і 2011 роках «було порушено кримінальні справи проти 78 членів колишнього уряду і більш ніж 500 кримінальних справ стосовно чинних посадових осіб». Тим не менш, з 2010 року українська преса привела тисячі прикладів кримінальних справ, у яких виявилася безпрецедентна поблажливість до державних посадових осіб, а також політиків і бізнесменів, пов'язаних із Партією регіонів.
Міністр внутрішніх справ Віталій Захарченко заявив у березні 2012, що з 2010 року близько чотирьом сотням політиків були пред'явлені кримінальні обвинувачення у зв'язку з корупцією; більшість із них належать до Партії регіонів, Блоку Юлії Тимошенко та Нашої України — Народної самооборони. Незрозуміло, скільки із цих звинувачень були доведені до суду.
Українські ЗМІ, зокрема, Українська правда, регулярно оприлюднюють життя українських політиків і публічних службовців — мільйонерів, абсолютно невідповідне їх задекларованим офіційним доходам.

#### Місцева політика
Декілька міських голів підозрювалися у використанні своїх посад у власних бізнес-інтересах.
Екс-мер Черкас Сергій Одарич підозрювався в розтраті 600 000 ₴ з місцевого бюджету.
Екс-мер Ірпеня Володимир Карплюк підозрювався в корупції, йому було оголошено дві підозри. За час, що він перебував при владі, було знищено 1500 га лісу в Ірпені.

### Корупція в юриспруденції
Українські політики та аналітики описують стан судової системи України як украй незадовільний і вказують на політичний тиск і хабарництво в середовищі суддів. Незалежні юристи та правозахисники скаржаться на те, що українські судді регулярно ухвалюють рішення під тиском і недбало. Судова система України широко розглядається як корумпована. Опитування Міністерства юстиції України в 2009 році показало, що тільки 10 % респондентів довіряють системі правосуддя. Менше 30 % вважають, що в суді можливо отримати справедливий розгляд.
Хоча незалежність судової влади в принципі існує, судова і політична влада недостатньо розділені на практиці. Судді піддаються тиску з боку політичних і бізнес-інтересів.
У серпні 2014 року в статті «Української правди» стверджувалося, що судді отримують хабарі («від кількох до багатьох тисяч доларів»), що набагато вище їх зарплати (приблизно 915 $). Українські судді іноді заарештовуються під час отримання хабара.
Критики також скаржаться, що чиновники та їхні діти (останні відомі як «мажори») отримують більш м'які вироки порівняно зі звичайними громадянами.

### Корупція у сфері вищої освіти
Вища освіта в Україні страждає через хабарництво. 33 % опитаних студентів стверджували, що вони зіткнулися з корупцією у своєму навчальному закладі, 29 % чули про випадки корупції від інших студентів, у той час як 38 % не стикалися з корупцією. Згідно дослідження Transparency International, проведеного 2008 року, 47,3 % студентів вузів заявили, що від них вимагали хабарі; з них 29 % добровільно заплатили хабар Студенти (аспіранти) можуть «купити» вступ до вузу, результати іспиту, проходження докторської або кандидатської дисертації..
Хабарі варіюються від 10 $ до 50 $ за екзамен до кількох тисяч за вступ до університету. За даними урядових джерел, хабарі варіюються в межах від 80 $ до 21 500 $. Зарплати вчителів та викладачів в Україні низькі порівняно з іншими професіями; це може призводити спокуси вимагати хабарі.
Окремі чиновники були викриті у підробці документів про вищу освіту.

### Корупція в бізнесі
Компанії стикаються з корупцією, головним чином, в бізнес-ліцензуванні, оподаткуванні та на митниці. Організація економічного співробітництва та розвитку висловилася, що корупція є «суттєвою перешкодою» для ведення бізнесу в Україні.
Дослідження, проведені Ернст & Янг у 2011 і 2012 роках, показали, що число топ-менеджерів, які беруть хабарі, збільшилося на 9 відсотків у 2011 році і на 15 відсотків у 2012 році. Ще 4 відсотки були готові платити хабарі для того, щоб приховати інформацію про результати своєї фінансової діяльності.
Підраховувалося, що «корупція змусила бізнес йти в тінь, де зараз ми маємо 45 % економіки».
Представник однієї з Британських компаній стверджував, що неукраїнські компанії часто втрачають контракти, якщо вони не платять хабарів.

### Корупція в системі соціального забезпечення
У 2012 році Президент Віктор Янукович повідомив, що тільки близько 23 відсотків монетизованих соціальних послуг надходять тим, кому вони насправді потрібні. Українські ЗМІ виявили багато історій на кшталт незаконного отримання народними депутатами чорнобильських і воєнних соціальних пільг.

### Корупція в охороні здоров'я
Хоча медичне обслуговування в державних лікарнях теоретично безкоштовне для українців, практика оплати пацієнтами лікування набула широкого поширення.
У червні 2012 правозахисні групи звинуватили посадових осіб Міністерства охорони здоров'я в розкраданні грошей, які мали бути використані для лікування хворих на СНІД: ліки проти СНІДу закуповувалися за надзвичайно завищеними цінами, за що згодом отримувалися відкати.
У 2016 МОЗ запустило програму аутсорсингу закупівель по імпорту деяких медикаментів. Відповідно до програми, МОЗ передав закупівлі британському агентству Crown Agents і кільком підрозділам ООН. Кількість постачальників ліків було збільшено приблизно в 10 разів. В результаті, за даними на грудень 2016 витрати знизилася на 38 % в порівнянні з попереднім роком

### Корупція в силових структурах
Фірму партнера Арсена Авакова підозрюють у розпилі 300 мільйонів на харківському метро [Архівовано 12 червня 2018 у Wayback Machine.]
22 липня 2025 року Верховна Рада ухвалила законопроєкт №12414, який обмежує незалежність Національного антикорупційного бюро (НАБУ) та Спеціалізованої антикорупційної прокуратури (САП)
31 липня Верховна Рада проголосувала за новий президентський законопроєкт №13533 щодо відновлення незалежності САП і НАБУ.

## Вартість для суспільства
Transparency International вважає, що від 30 до 50 відсотків усіх українців зіткнулися з корупцією в державних органах. За оцінками станом на 2009 рік, українці платили приблизно 3,5 млрд грн (400 млн $) хабарів на рік. У 2008 році ця цифра складала 700 млн $.

## Корумпованість— соціологічні дані
Згідно вищенаведеного дослідження, представники бізнесу, які стикалися з корупцією, визначили найкорумпованішими такі державні органи:
1. податкова служба (25 %);
2. Агентство земельних ресурсів (7,1 %);
3. Державна автомобільна інспекція (5,1 %);
4. митниця (4 %);
5. Міністерство внутрішніх справ (4 %);
6. обласні адміністрації (3,7 %);
7. прокуратура (3,3 %);
8. міліція (3,2 %);
9. санітарно-епідеміологічна служба (2,9 %);
10. Державна реєстраційна служба (2,8 %);
11. суди (2,8 %);
12. пожежна служба (2,5 %);
13. медичні заклади (1,7 %);
14. Державна архітектурно-будівельна інспекція (1,6 %);
15. міськвиконкоми (1,4 %).

Найчастіше хабар вимагали при перевірці підприємств податковою службою, пожежною службою та під час операцій з ПДВ. Крім цього, опитувані скаржилися на примус до дачі хабара чи оплату без квитанції зайвих послуг під час взаємодії не лише з податковою, але й з міністерством внутрішніх справ. Як виявило дослідження, найбільше на оформленні документації наживаються працівники Агентства земельних ресурсів, Державної автоінспекції та обласних адміністрацій.

### Рейтинги України

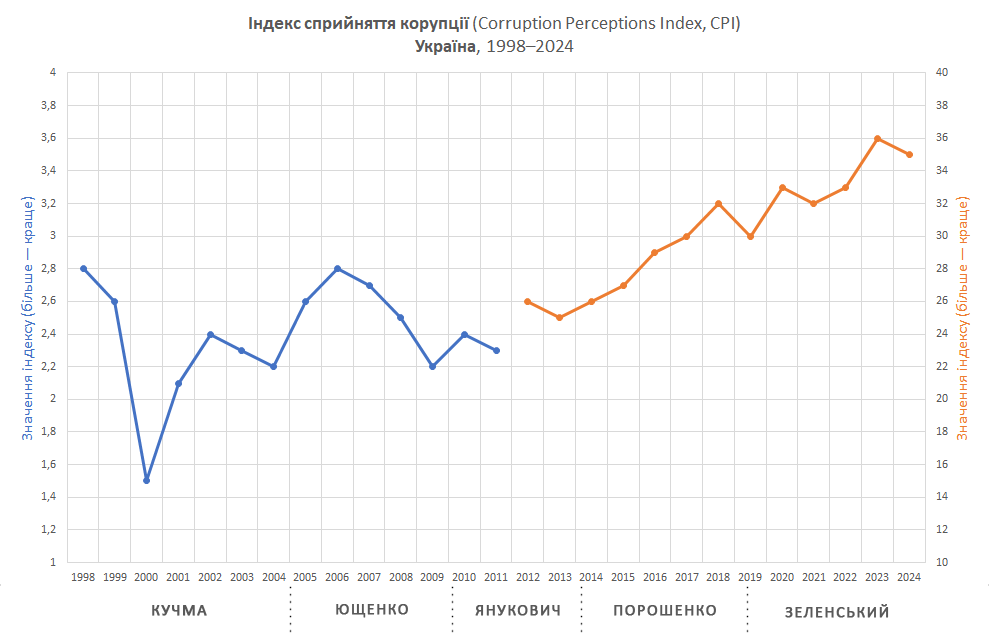
Індекс сприйняття корупції в Україні, 1998—2024

Transparency International випускає щорічний звіт, що містить оцінку Індексу сприйняття корупції в кожній країни. Ця «оцінка ставиться стосовно сприйняття рівня корупції очима бізнесменів та аналітиків, і коливається від 100 (дуже чисто) до 0 (дуже високий рівень корупції)». У доповіді за 2014 рік найменш корумпованою країною в списку була Данія з рахунком 92, а найбільш корумпованими зі 174 країн, були Сомалі та Північна Корея з рахунком 8.
У наступній таблиці перераховані місця України в Індексі сприйняття корупції на основі щорічних доповідей Transparency International з 1999 року. Методи, використовувані в оцінці індексу, змінювалися з року в рік, тож пряме порівняння між роками не рекомендується.
| Рік  | Місце      | Значення Індексу сприйняття корупції | Значення Індексу сприйняття корупції | Ступінь достовірності | Стандартне відхилення | Стандартна похибка | Кількість використаних опитувань | Джерело |
| 0-10 | 0-100      | Значення Індексу сприйняття корупції | Значення Індексу сприйняття корупції | Ступінь достовірності | Стандартне відхилення | Стандартна похибка | Кількість використаних опитувань | Джерело |
| ---- | ---------- | ------------------------------------ | ------------------------------------ | --------------------- | --------------------- | ------------------ | -------------------------------- | ------- |
| 1998 | 69 із 85   | 2,8                                  |                                      |                       | 1,6                   |                    | 6                                | [ 85 ]  |
| 1999 | 75 із 99   | 2,6                                  | 1,4                                  | 10                    | [ 86 ]                |                    |                                  |         |
| 2001 | 83 із 91   | 2,1                                  | 1,1                                  | 6                     | [ 87 ]                |                    |                                  |         |
| 2002 | 85 із 102  | 2,4                                  | 0,7                                  | 6                     | [ 88 ]                |                    |                                  |         |
| 2003 | 106 із 133 | 2,3                                  | 0,6                                  | 10                    | [ 89 ]                |                    |                                  |         |
| 2004 | 122 із 146 | 2,2                                  | 2,0–2,4                              |                       | 10                    | [ 90 ]             |                                  |         |
| 2005 | 107 із 158 | 2,6                                  | 2,4–2,8                              | 8                     | [ 91 ]                |                    |                                  |         |
| 2006 | 99 із 163  | 2,8                                  | 2,5–3.0                              | 6                     | [ 80 ] [ 92 ]         |                    |                                  |         |
| 2007 | 118 із 179 | 2,7                                  | 2,4–3.0                              | 7                     | [ 93 ] [ 94 ]         |                    |                                  |         |
| 2008 | 134 із 180 | 2,5                                  | 2,0–2,8                              | 8                     | [ 95 ] [ 96 ]         |                    |                                  |         |
| 2009 | 146 із 180 | 2,2                                  | 2,0–2,6                              | 8                     | [ 97 ] [ 98 ]         |                    |                                  |         |
| 2010 | 134 із 178 | 2,4                                  | 2,1–2,6                              | 8                     | [ 99 ] [ 100 ]        |                    |                                  |         |
| 2011 | 152 із 183 | 2,3                                  | 2,1–2,5                              | 10                    | [ 101 ] [ 102 ]       |                    |                                  |         |
| 2012 | 144 із 176 |                                      | 26                                   | 24–29                 | 8                     | [ 103 ] [ 104 ]    |                                  |         |
| 2013 | 144 із 175 | 25                                   | 22–28                                | 8                     | [ 105 ]               |                    |                                  |         |
| 2014 | 142 із 175 | 26                                   | 23-29                                | 1,6                   | 8                     | [ 106 ] [ 107 ]    |                                  |         |
| 2015 | 130 із 167 | 27                                   | 24-30                                | 5.46                  | 1,93                  | 8                  | [ 108 ]                          |         |
| 2016 | 131 із 176 | 29                                   | 25-32                                |                       | 1,97                  | 9                  | [ 109 ]                          |         |
| 2017 | 130 із 180 | 30                                   | 26-34                                |                       | 2,27                  | 9                  | [ 110 ]                          |         |
| 2018 | 126 із 183 | 32                                   | 28-36                                |                       | 2,27                  | 9                  | [ 111 ]                          |         |

У 2015 році в Індексі сприйняття корупції Україна посіла 130 місце з 168 досліджуваних країн (поруч з Парагваем і Коморськими Островами).

### Суспільне сприйняття
Нижче в таблиці представлені середні оцінки сприйняття корупції окремими інституціями українського суспільства. Порівняльні показники для Сполученого Королівства та Сполучених Штатів за 2009 рік наведені в нижній частині таблиці.
| Рік | Політичні партії | Парламент | Міліція | Бізнес / Приватний сектор | ЗМІ | Посадові / службові особи | Судочинство | НГО | Релігійні організації | Збройні Сили | Освіта | Джерело        |
| --- | --- | --- | --- | --- | --- | --- | --- | --- | --- | --- | --- | -------------- |
| 2007 | 4.1 | 4.1 | 4.1 | 3.9 | 3.2 | - | 4.2 | 3.2 | 2.3 | 3.1 | 3.8 | [ 34 ]         |
| 2009 | 4.4 | 4.5 | - | 4.3 | 3.8 | 4.5 | 4.5 | - | - | - | - | [ 34 ] [ 113 ] |
| 2010 | 4.0 | 4.1 | 4.3 | 3.7 | 3.2 | 4.1 | 4.4 | 3.2 | 2.3 | 3.5 | 4.0 | [ 34 ]         |
| | | | | | | | | | | | |                |
| 2009 Сполучене Королівство | 3.6 | 3.3 | - | 3.5 | 3.5 | 3.2 | 2.8 | - | - | - | - | [ 113 ]        |
| 2009 США | 4.0 | 3.9 | - | 3.7 | 3.7 | 3.7 | 3.2 | - | - | - | - | [ 113 ]        |
| Питання: Якою мірою ви сприймаєте наступні установи вашої країни як корумповані? (1: не корумповані, 5: надзвичайно корумповані). | Питання: Якою мірою ви сприймаєте наступні установи вашої країни як корумповані? (1: не корумповані, 5: надзвичайно корумповані). | Питання: Якою мірою ви сприймаєте наступні установи вашої країни як корумповані? (1: не корумповані, 5: надзвичайно корумповані). | Питання: Якою мірою ви сприймаєте наступні установи вашої країни як корумповані? (1: не корумповані, 5: надзвичайно корумповані). | Питання: Якою мірою ви сприймаєте наступні установи вашої країни як корумповані? (1: не корумповані, 5: надзвичайно корумповані). | Питання: Якою мірою ви сприймаєте наступні установи вашої країни як корумповані? (1: не корумповані, 5: надзвичайно корумповані). | Питання: Якою мірою ви сприймаєте наступні установи вашої країни як корумповані? (1: не корумповані, 5: надзвичайно корумповані). | Питання: Якою мірою ви сприймаєте наступні установи вашої країни як корумповані? (1: не корумповані, 5: надзвичайно корумповані). | Питання: Якою мірою ви сприймаєте наступні установи вашої країни як корумповані? (1: не корумповані, 5: надзвичайно корумповані). | Питання: Якою мірою ви сприймаєте наступні установи вашої країни як корумповані? (1: не корумповані, 5: надзвичайно корумповані). | Питання: Якою мірою ви сприймаєте наступні установи вашої країни як корумповані? (1: не корумповані, 5: надзвичайно корумповані). | Питання: Якою мірою ви сприймаєте наступні установи вашої країни як корумповані? (1: не корумповані, 5: надзвичайно корумповані). | [ 34 ]         |

## Дії влади

### 1991—2013
Профільні закони про боротьбу з корупцією приймалися Верховною Радою у 1995, 2009, 2014 роках.
Після перемоги на виборах 2004 року Президент України Віктор Ющенко обіцяв «війну з корупцією». Кілька впливових посадовців дійсно були заарештовані або допитані на початку 2005 року (серед них майбутні міністри в Уряді Азарова Борис Колесніков і Юрій Бойко). Колишній Голова Служби безпеки України Олександр Турчинов стверджував, що влітку 2005 року Ющенко перешкодив розслідуванню корупційних схем між Нафтогазом і РосУкрЕнерго.
Опитування, проведені в листопаді 2008 року, показали, що 73 % людей в Україні вважають Другий уряд Тимошенко неефективним у боротьбі з корупцією. У ході опитування в 2001 році, коли Леонід Кучма був президентом, 80 % українців «повністю або в цілому» погодилися з твердженням: «Нинішня влада не має ніякого реального інтересу в покаранні корупції».
Україна приєдналася до Групи держав проти корупції (GRECO) 2006 року.
Так само, як його попередник Ющенко, Президент Янукович (і його Прем'єр-міністр Микола Азаров) зробили боротьбу з корупцією вістрям програми внутрішньої політики. Політичні опоненти Януковича звинуватили його у використанні політично мотивованих судових процесів, прикритих антикорупційну кампанією; широка громадська думка в Україні значною мірою поділяла цю точку зору
Посол ЄС в Україні Жозе Мануел Пінту Тейшейра заявив на інвестиційній конференції 28 лютого 2012, що обіцянки Януковича щодо антикорупційних реформ «на жаль, не дали ніяких результатів».
Врешті, тіньова економіка, зростання корупції та хабарництва, безвідповідальність влади та її авторитарний характер призвели до революційного повалення режиму Януковича протягом 21 листопада 2013 — 22 лютого 2014.

### Після Януковича
Після відсторонення Віктора Януковича новий Президент України Петро Порошенко та уряд Арсенія Яценюка під тиском громадськості почали проводити нові антикорупційні реформи.
Президент України П. Порошенко (4 червня 2015)
Було прийнято Закон «Про відновлення довіри до судової влади в Україні», спрямований на реформування судової системи; Антикорупційна стратегія на 2014—2017 роки; Закон щодо визначення кінцевих вигодоодержувачів юридичних осіб та публічних діячів; утворені нові органи — Національне агентство з питань запобігання корупції, Національне антикорупційне бюро, Бізнес-омбудсмен. Розвивається електронне урядування.
Ефективним засобом боротьби з корупцією вважається дерегуляція, адже вона призводить до скорочення «корупціогенних» функцій держави. У цьому напрямі робляться кроки (затверджено план заходів щодо дерегуляції господарської діяльності та спрощенню регуляторної бази; скасовані деякі ліцензії, сертифікати, дозволи).
Боротьба з корупцією сприймається як важливий фактор спротиву російській агресії. Посол США в Україні Джеффрі Пайєтт висловив думку, що «Корупція на найвищому рівні є для України більшою загрозою, ніж російські танки».
Проте, результати нової антикорупційної політики влади у 2015 році не були помітні підприємцям. Соціологічне дослідження «Рівень сприйняття корупції бізнесом», проведене серед 2741 керівників українського бізнесу у лютому-березні 2015 року, показало, що рівень корупції в державних органах влади за останні півроку не змінився і навіть погіршився.

### Кримінальна статистика
Протягом 2020 року за ст. 368 КК України (Прийняття пропозиції, обіцянки або одержання неправомірної вигоди) засуджено всього 81 службову особу. Натомість за пропозицію, обіцянку або надання неправомірної вигоди службовій особі (ст. 369 КК) притягнуті до відповідальності майже 600 хабародавців.